# Hassuna
Hassuna (del árabe: حسونة ‘DMG Ḥasūna’) es un yacimiento arqueológico de Irak, situado en un cerro en la Gobernación de Nínive, a unos 35 km  al suroeste de Mosul (antigua Nínive). Es el sitio representativo de la cultura Hassuna (principios del VI milenio a. C.). Encontrado en 1942 por Fuad Safar, fue excavado por Seton Lloyd y Fuad Safar entre 1943 y 1944.
Es un tell, o túmulo de asentamiento, de aproximadamente 200 por 150 m. Presenta seis niveles de ocupación, asociados a diferentes etapas históricas, desde la etapa hassuniense hasta el período halafiense, pasando por el período de Samarra y un séptimo con restos arqueológicos pero sin presencia de edificaciones, por lo que se supone que se habitaba en chozas o tiendas.

## Historia
Alrededor del 6000 a. C. la población se habría trasladado a las estribaciones de los montes del norte de Mesopotamia, donde había la suficiente lluvia como para permitir la «agricultura seca» en algunos lugares. Serían los primeros asentamientos neolíticos de agricultores en el extremo norte de Mesopotamia. Allí realizarían la cerámica de estilo Hassuna (diseños lineales con tintura rojiza). La población de Hassuna vivía en pequeñas aldeas o caseríos.
En el Tell Hassuna, las viviendas de adobe se construían en torno a patios abiertos centrales. La cerámica fina pintada sustituyó en niveles anteriores a la cerámica sin cocer. Hachas, hoces, piedras de moler, recipientes, hornos de pan y numerosos huesos de animales domésticos reflejan la vida sedentaria agrícola. Las figuras femeninas encontradas han sido relacionadas con adoraciones y los enterramientos con recipientes con alimentos, hacen suponer una creencia del más allá. La relación de la cerámica Hassuna con la de Jericó, sugiere que la cultura de aldeas se está generalizando.

## Galería

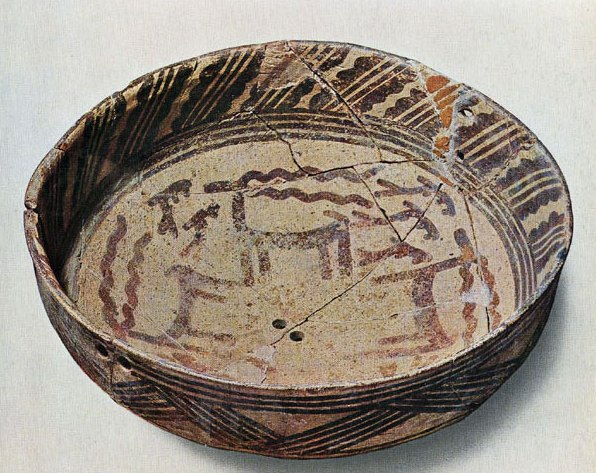
Cuenco de cerámica roja c. del 5500 a.C.
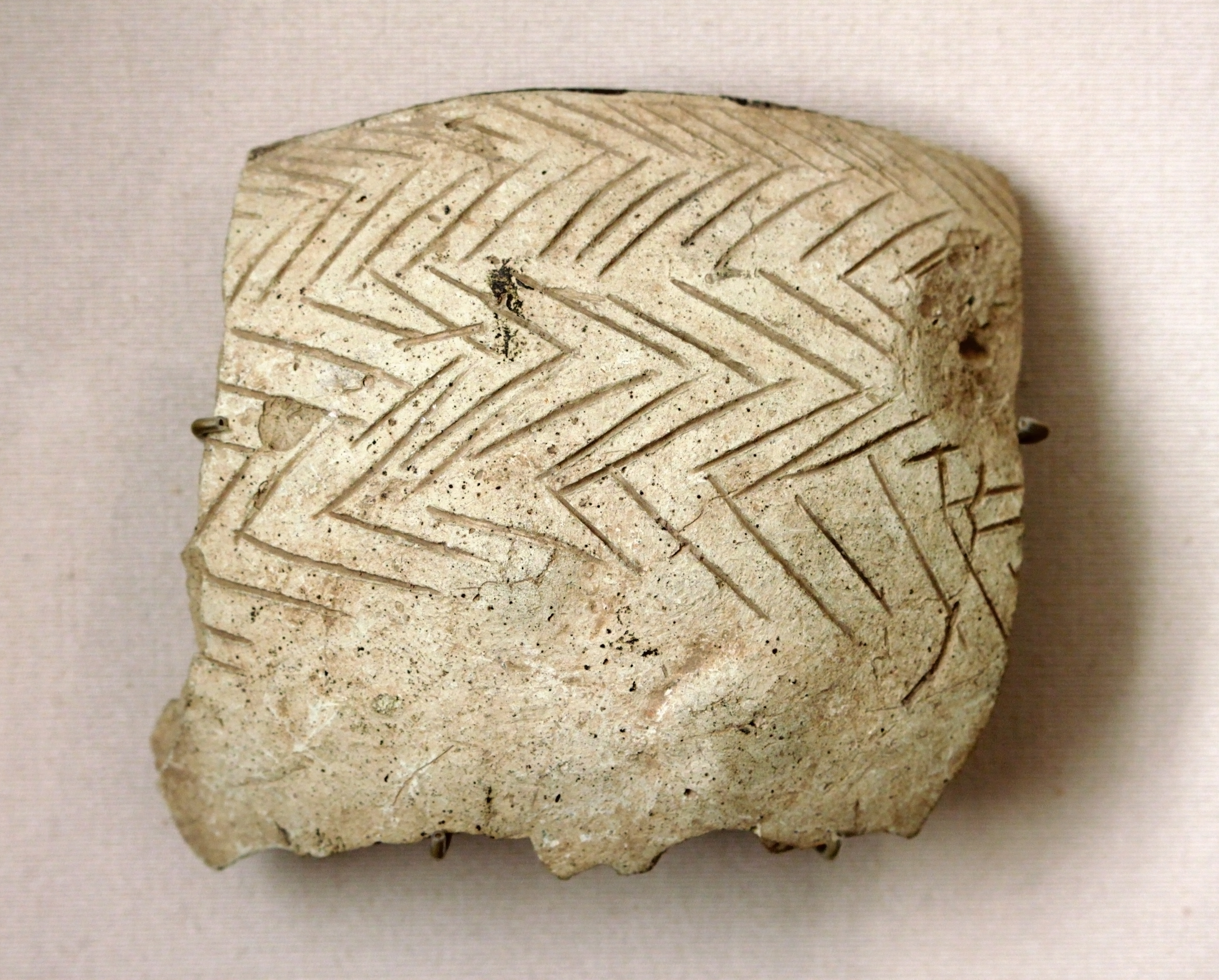
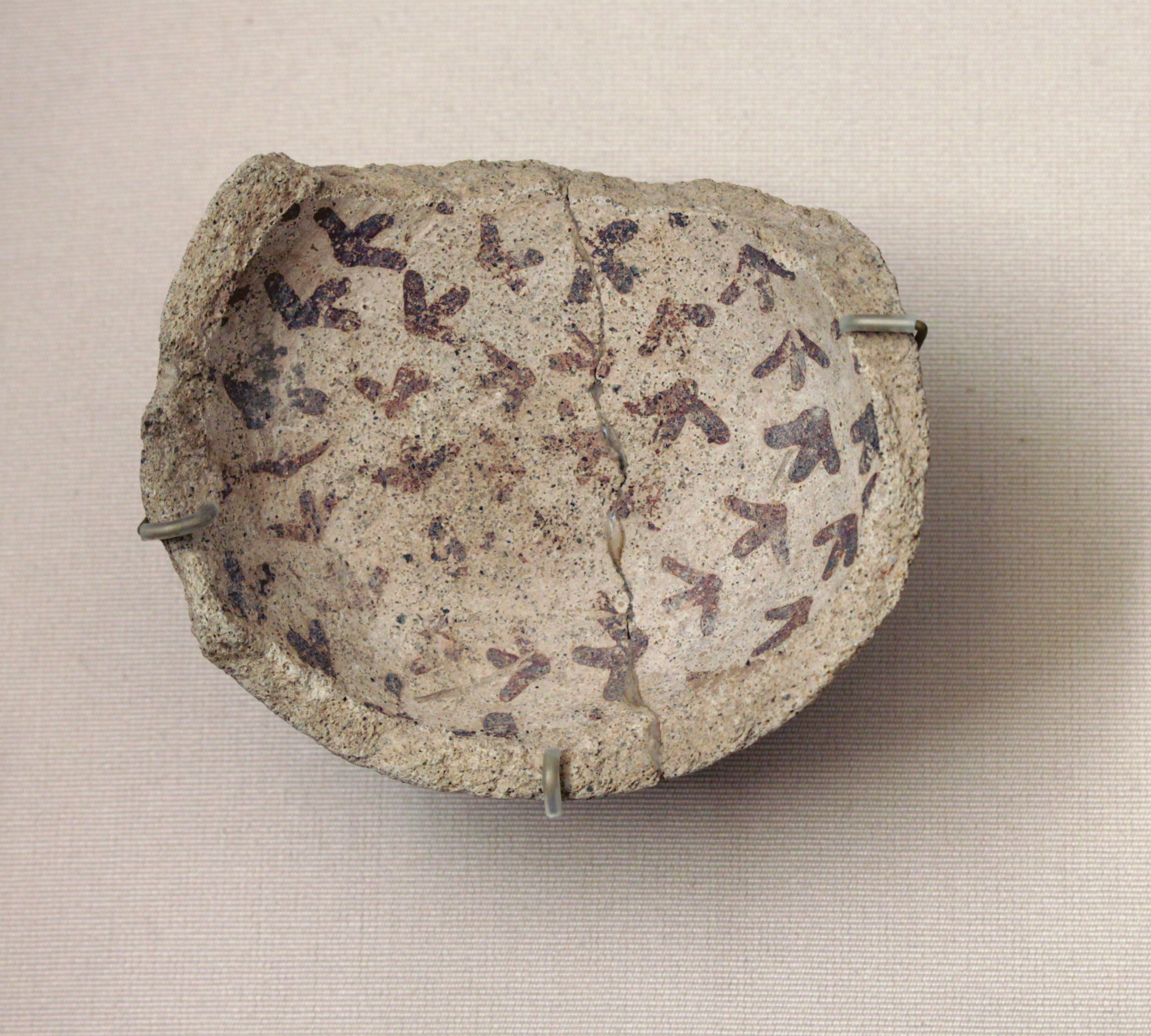